# 瑞浪市民体育館
瑞浪市民体育館（みずなみしみんたいいくかん）は、岐阜県瑞浪市が管理運営する総合体育館である。
瑞浪市民公園内にある体育施設の一つである。

## 施設一覧
- 第1競技場
  - 広さ1,885㎡。バレーボールコート3面、バドミントンコート8面、テニスコート2面。
- 第2競技場
  - 広さ576㎡。バレーボールコート1面、バドミントンコート1面。
- 第3競技場
  - 広さ584㎡。柔道2面。
- トレーニング室
- 幼児体育室
- ミーティング室
- 研修室
- 和室

## 利用案内
- 休館日：月曜日、祝日の翌日、年末年始（12月29日～1月4日）
- 開館時間：9時00分～21時00分

## 交通アクセス

### 公共交通機関
- JR中央本線 瑞浪駅下車、徒歩で約30分。
- 瑞浪市コミュニティバス：日吉線「市民公園前」バス停より徒歩で約5分。

### 自動車
- 中央自動車道 瑞浪ICから約3分。
- 国道19号（瑞浪バイパス）「薬師」交差点から県道47号を北上。